# Erebia scipio
Erebia scipio är en fjärilsart som beskrevs av Jean Baptiste Boisduval 1832. Erebia scipio ingår i släktet Erebia och familjen praktfjärilar. IUCN kategoriserar arten globalt som livskraftig. Inga underarter finns listade i Catalogue of Life.